# Udo Burkholder
Udo Burkholder war ab 21. März 2001 letzter Inspekteur des Bundesgrenzschutzes (BGS) und seit 1. Juli 2005 erster und letzter Inspekteur der Bundespolizei, der Nachfolgeorganisation des BGS.

## Leben
Burkholder, der rund 40 Jahre im Bundesgrenzschutz Dienst tat, war als Inspekteur bis zu seiner Versetzung in den Ruhestand am 31. Dezember 2007. „höchster Uniformträger“ der Bundespolizei. Seine Verabschiedung erfolgte am 30. Dezember 2007 in der Bundespolizeiabteilung Blumberg bei Berlin durch Bundesinnenminister Wolfgang Schäuble. Während seiner Amtszeit wurde der 1951 gegründete Bundesgrenzschutz in die Bundespolizei umgewandelt.
Zunächst war Burkholder in den Grenzschutzkommandos West und Ost sowie in der Grenzschutzdirektion Koblenz im höheren Polizeivollzugsdienst tätig. 1981 wechselte er in die Polizeiabteilung des Bundesministeriums des Innern (BMI). 1995 wurde er Leiter des Bundesgrenzschutzamtes Flughafen Frankfurt/Main. Nach der Affäre wegen einer Beschäftigung eines falschen Arztes beim Bundesgrenzschutz am Frankfurter Flughafen wurde Burkholder 1997 von seinen Aufgaben entbunden und kehrte als Referatsleiter ins BMI zurück. Seit August 2000 war er Präsident des Grenzschutzpräsidiums Mitte in Fuldatal (Hessen). Ab März 2001 war Burkholder zunächst Inspekteur des Bundesgrenzschutzes und nach der Umbenennung der Behörde am 1. Juli 2005 bis 2008 dann Inspekteur der Bundespolizei.
Im Rahmen der Neuorganisation der Bundespolizei wird die Funktion des Inspekteurs nicht mehr nachbesetzt und durch den Posten des Präsidenten des Bundespolizeipräsidiums ersetzt, der aber nicht zwingend Polizeibeamter sein muss. Udo Burkholder ist damit der erste und letzte Inspekteur der Bundespolizei.
Burkholder löste in seinem Amt als Inspekteur des Bundesgrenzschutz Walter Sperner ab, der Ende März 2001 in den Ruhestand eintrat. Ab 2010 fungierte er als Acting Head of the Mission in der "European Union Border Assistance Mission to Moldova and Ukraine (EUBAM)".